# La casa dels somnis
La casa dels somnis (en alemany: Das Haus der Träume) és una sèrie de drama històric alemany de 2022 que es va estrenar a TV3 l'1 de maig de 2023. La primera temporada consta de 6 episodis. La sèrie està dirigida per Umut Dag i Sherry Hormann. El guió ha estat escrit per Silja Clemens, Holger Joos, Carola M. Lowitz i Conni Lubeck. La segona temporada, que també consta de sis episodis, es va estrenar a Alemanya el desembre de 2022.

## Sinopsi
La sèrie té lloc a Berlín a la dècada de 1920. La Vicky Maler arriba a la ciutat amb l'esperança d'una vida millor, però tan bon punt hi arriba, es troba amb una arribada freda. Sense on viure, accepta una feina com a venedora en els grans magatzems Jonass de nova creació. La Vicky s'enamora del pianista aparentment pobre Harry que resulta ser el fill del seu cap.

## Personatges
- Naemi Florez com a Vicky Maler
- Ludwig Simon com a Harry Grünberg
- Alexander Scheer com a Arthur Grünberg
- Nina Kunzendorf com a Alice Grünberg
- Amy Benkenstein com a Elsie Schön
- Valery Tscheplanowa com a Ilsa Schnabel
- Paul Zichner com a Gerd Helbig
- Samuel Finzi com a Carl Goldmann
- Gala Othero Winter com a Helene Goldmann
- Anselm Bresgott com a Max
- Stephanie Amarell com a Friedel Dudek
- Eva Weißenborn com la senyoreta Hirsch
- Anna Schimrigk com a Helmi
- Milena Arne Schedle com a Gertie
- Max Hopp com a Wilhelm Böhm

## Llista d'episodis

### Primera temporada
| Núm. total | Núm. de la temporada | Títol                       | Direcció       | Guió                                     | Data d'emissió original | Data d'emissió a Catalunya (TV3) | Espectadors (milions) |
| ---------- | -------------------- | --------------------------- | -------------- | ---------------------------------------- | ----------------------- | -------------------------------- | --------------------- |
| 1          | 1                    | «Benvinguda a Berlín»       | Sherry Hormann | Conni Lubek i Sybil Volks                | 18 de setembre de 2022  | 1 de maig de 2023                | 346.000 (15,3%)       |
| 2          | 2                    | «El gegant es desperta»     | Sherry Hormann | Conni Lubek i Sybil Volks                | 18 de setembre de 2022  | 1 de maig de 2023                | 200.000 (10,7%)       |
| 3          | 3                    | «Irmchen taube»             | Sherry Hormann | Holger Joos, Conni Lubek i Sybil Volks   | 18 de setembre de 2022  | 8 de maig de 2023                | 318.000 (14,9%)       |
| 4          | 4                    | «Cor i cap»                 | Sherry Hormann | Holger Joos, Conni Lubek i Sybil Volks   | 18 de setembre de 2022  | 8 de maig de 2023                | 226.000 (14,2%)       |
| 5          | 5                    | «Busco feina del que sigui» | Sherry Hormann | Silja Clemens, Conni Lubek i Sybil Volks | 18 de setembre de 2022  | 15 de maig de 2023               | 233.000 (10,8%)       |
| 6          | 6                    | «Flor de cirerer»           | Sherry Hormann | Silja Clemens, Holger Joos i Conni Lubek | 18 de setembre de 2022  | 15 de maig de 2023               | 175.000 (10,8%)       |

### Segona temporada
| Núm. total | Núm. de la temporada | Títol                | Direcció | Guió                                        | Data d'emissió original | Data d'emissió a Catalunya (TV3) | Espectadors (milions) |
| ---------- | -------------------- | -------------------- | -------- | ------------------------------------------- | ----------------------- | -------------------------------- | --------------------- |
| 7          | 1                    | «Promeses trencades» | Umut Dag | Holger Joos, Conni Lubek i Sybil Volks      | 20 de desembre de 2022  | 22 de maig de 2023               | 208.000 (10,3%)       |
| 8          | 2                    | «Esquinçats»         | Umut Dag | Holger Joos, Conni Lubek i Sybil Volks      | 20 de desembre de 2022  | 22 de maig de 2023               | 130.000 (8,5%)        |
| 9          | 3                    | «Nadal 1932»         | Umut Dag | Carola M. Lowitz, Conni Lubek i Sybil Volks | 20 de desembre de 2022  | 29 de maig de 2023               | 190.000 (9,1%)        |
| 10         | 4                    | «Perdó»              | Umut Dag | Carola M. Lowitz, Conni Lubek i Sybil Volks | 20 de desembre de 2022  | 29 de maig de 2023               | 134.000 (8,2%)        |
| 11         | 5                    | «Canvi d'era»        | Umut Dag | Silja Clemens, Conni Lubek i Sybil Volks    | 20 de desembre de 2022  | 5 de juny de 2023                | 218.000 (11,5%)       |
| 12         | 6                    | «Inseparables»       | Umut Dag | Silja Clemens, Conni Lubek i Sybil Volks    | 20 de desembre de 2022  | 5 de juny de 2023                | 160.000 (10,9%)       |